# Starship Integrated Flight Test 7
Starship Integrated Flight Test 7 – siódmy lot testowy rakiety Starship. Lot wystartował z orbitalnej platformy startowej A (OLP-A) 16 stycznia 2025 roku o godzinie 22:37:00 UTC (4:37 po południu (czasu lokalnego CST ) na lotnisku startowym Starbase w Teksasie. Prototypowymi statkami, które wzięły udział w locie, były Booster 14 oraz Ship 33. Misja miała przebiegać trajektorią podobną do poprzedniego lotu, z planowanym wodowaniem na Oceanie Indyjskim około godziny po starcie. Wodowanie miało zostać zobrazowane przez samolot obserwacyjny NASA. Planowano również przetestować nowy system rozmieszczania na orbicie satelitów Starlink.
Górny stopień, był pierwszym w wersji Block 2, w którym wprowadzono ulepszenia w konstrukcji, awionice i innych systemach. W wyniku czego Starship pobił swój własny rekord i stał się najcięższym obiektem latającym, jaki kiedykolwiek zbudowała ludzkość, ważąc około 5,5 miliona kilogramów podczas startu, oraz najwyższą rakietą, jaka kiedykolwiek wystartowała, przewyższając cały Block 1 o około 2 m.
Około 5 minut po separacji stopni silniki Shipa zaczęły przedwcześnie wyłączać się, następnie nastąpiła całkowita utrata telemetrii. Dwie do trzech minut później zaobserwowano eksplozję statku nad wyspami Turks i Caicos, gdzie spadły resztki rakiety nie wywołując obrażeń wśród ludności. Incydent doprowadził do zamknięcia regionalnej przestrzeni powietrznej na ponad godzinę i wszczęcia dochodzenia wymaganego przez FAA  w sprawie wypadku.
Booster 14 powrócił na miejsce startu i został przechwycony przez ramiona na wieży startowej OLP-A, stając się drugim boosterem odzyskanym po Boosterze 12 podczas testu w locie 5.

## Tło

### Testy pojazdu
W październiku 2024 roku Ship 33 przeszedł testy kriogeniczne. Booster 14 przeszedł testy kriogeniczne w październiku, został wytoczony na OLP-1 i na początku grudnia przeszedł udany testy. Następnie powrócił do miejsca produkcji w celu dokonania ostatecznych modyfikacji przed lotem. Ship 33 przeszedł również testy pod koniec miesiąca. 10 stycznia S33 i B14 przeprowadziły próbę generalną na mokro (WDR).
Po wcześniejszym użyciu Boostera 12 podczas lotu 5, silnik nr 314 został ponownie zamontowany na Boosterze 14 i był pierwszym silnikiem użytym powtórnie.

### Obrazowanie Starshipa
W tym starcie NASA planowała użyć specjalnie wyposażonego samolotu Gulfstream V (N95NA) do uchwycenia obrazów wejścia statku kosmicznego w atmosferę i jego szczytowego nagrzewania. Samolot został ustawiony tak, aby obserwować statek kosmiczny wyłaniający się zza horyzontu i lądujący na wschodnim Oceanie Indyjskim wczesnym rankiem. Samolot musi lecieć z wyłączonymi światłami zewnętrznymi i wewnętrznymi, aby zapewnić optymalne warunki obrazowania. Stwarza to poważne zagrożenie dla bezpieczeństwa, wymagające uzyskania zgody władz lotniczych i przestrzegania rygorystycznych procedur zapobiegających wejściu innych statków powietrznych na trasę lotu.
NASA zwróciła się do Federalnej Administracji Lotnictwa (FAA) o przyspieszone zwolnienie z obowiązku rozpoczęcia lotów ćwiczebnych nad Zatoką Meksykańską i południowo-zachodnim Teksasem na początku grudnia. Następnie, 3 stycznia, samolot został przetransportowany do Perth w Australii na dodatkowe loty ćwiczebne w strefie lądowania, przed siódmym lotem testowym, zaplanowanym na 16 stycznia 2025 roku. Jeśli FAA zatwierdzi zezwolenie, Australijski Urząd Bezpieczeństwa Lotnictwa Cywilnego (ACSA) wyraził gotowość do uwzględnienia zezwolenia, zezwalając zarówno na loty ćwiczebne, jak i lot obrazowy podczas siódmego lotu testowego.

### Profil misji
Oczekiwano, że profil misji siódmego lotu testowego będzie podobny do poprzedniego startu, z założeniem wodowania na Oceanie Indyjskim. Gdyby misja pomyślnie weszła na zamierzoną orbitę transatmosferyczną Ziemi, podjęto by próbę ponownego uruchomienia silników w kosmosie i rozmieszczono dziesięć rozpadających się w atmosferze „symulatorów” Starlink, które również miały wejść w atmosferę nad Oceanem Indyjskim.
| Czas      | Zdarzenie                                                                    | 16 stycznia 2025                                                                                 |
| --------- | ---------------------------------------------------------------------------- | ------------------------------------------------------------------------------------------------ |
| −01:15:00 | Dyrektor lotu przeprowadza ankietę i weryfikuje gotowość do załadunku paliwa | Zgoda na tankowanie paliwa                                                                       |
| −00:45:54 | Rozpoczęcie tankowania zbiorników utleniacza (ciekłego tlenu) do Shipa       | Sukces                                                                                           |
| −00:43:00 | Rozpoczęcie tankowania zbiorników paliwa (ciekłego metanu) do Shipa          | Sukces                                                                                           |
| −00:41:24 | Rozpoczęcie tankowania zbiorników paliwa (ciekłego metanu) do Boostera       | Sukces                                                                                           |
| −00:35:28 | Rozpoczęcie tankowania zbiorników utleniacza (ciekłego tlenu) do Boostera    | Sukces                                                                                           |
| −00:19:40 | Chłodzenie silników w Shipie i Boosterze                                     | Sukces                                                                                           |
| −00:03:20 | Zakończenie tankowania zbiorników Shipa                                      | Sukces                                                                                           |
| −00:02:50 | Zakończenie tankowania zbiorników Boostera                                   | Sukces                                                                                           |
| −00:00:30 | Dyrektor lotu weryfikuje gotowość do startu                                  | Zgoda na start                                                                                   |
| −00:00:10 | Uruchomienie deflektora płomieni                                             | Sukces                                                                                           |
| −00:00:03 | Zapłon silników Boostera                                                     | Sukces                                                                                           |
| +00:00:02 | Odlot                                                                        | Sukces                                                                                           |
| +00:01:02 | Max Q (punkt maksymalnego ciśnienia aerodynamicznego)                        | Sukces                                                                                           |
| +00:02:32 | Wyłączenie silników pierwszego stopnia (MECO)                                | Sukces                                                                                           |
| +00:02:40 | Zapłon silników Shipa i separacja stopni                                     | Sukces                                                                                           |
| +00:02:44 | Uruchomienie 13 silników Boostera i rozpoczęcie manewru boostback            | Częściowa porażka 9 z 10 silników pierścienia wewnętrznego uruchomionych powtórnie               |
| +00:03:38 | Koniec manewru boostback, wyłączenie silników Boostera                       | Sukces                                                                                           |
| +00:03:42 | Odrzucenie pierścienia separacyjnego                                         | Sukces                                                                                           |
| +00:06:26 | Booster osiąga prędkość dźwięku                                              | -                                                                                                |
| +00:06:31 | Zapłon silników Boostera w celu wytracenia prędkości                         | Sukces Wszystkie 13 silników odpalone                                                            |
| +00:06:55 | Złapanie Boostera i wyłączenie wszystkich silników Boostera                  | Sukces                                                                                           |
| +00:08:53 | Wyłączenie silników Shipa                                                    | Porażka Silniki zaczęły zawodzić w T+07:39, Utrata telemetrii T+08:26, Ship zniszczony w T+11:23 |
| +00:17:33 | Demonstracja wypuszczenia symulatorów Starlink                               | -                                                                                                |
| +00:37:33 | Demonstracja odpalenia Raptora w próżni                                      | -                                                                                                |
| +00:47:25 | Wejście Shipa w atmosferę                                                    | -                                                                                                |
| +01:03:12 | Ship osiąga prędkość dźwięku                                                 | -                                                                                                |
| +01:04:25 | Ship osiąga prędkość poddźwiękową                                            | -                                                                                                |
| +01:06:12 | Obrót klap Shipa w celu jego pionizacji                                      | -                                                                                                |
| +01:06:18 | Zapłon silników Shipa w celu wytracenia prędkości                            | -                                                                                                |
| +01:06:38 | Wodowanie Shipa na wodach Oceanu Indyjskiego                                 | -                                                                                                |

## Wynik misji
O godzinie T+2:40 Statek 33 odpalił wszystkie sześć silników Raptor i oddzielił się od Boostera 14. Podczas spalania powrotnego Booster 14 odpalił 12 z 13 silników centralnych; jeden silnik przerwał pracę z powodu problemów z układem zapłonowym, dla których przyszłe boostery miały już zaplanowane rozwiązanie. Pomimo tego, booster pomyślnie powrócił na miejsce startu i został następnie złapany przez pałeczki na OLP-A, po wykonaniu spalania lądowania z wszystkimi 13 silnikami centralnymi. To uczyniło go drugim boosterem pomyślnie odzyskanym, po Boosterze 12 w locie 5.
Podczas wznoszenia statku nastąpiła seria kaskadowych wyłączeń silników. Pierwsza awaria silnika miała miejsce o T+7:39, gdy wyłączył się silnik centralny, po której nastąpiła awaria drugiego silnika centralnego o T+8:02 i sąsiedniego zewnętrznego silnika próżniowego Raptor (RVac) o T+8:04. O T+8:18 wyłączył się kolejny zewnętrzny silnik RVac, a o T+8:24 awaria ostatniego centralnego silnika z zawieszeniem kardanowym. Transmisja z pojazdu została utracona o T+8:26, na wysokości 146 km, 27 sekund przed planowanym wyłączeniem silnika. Około trzy minuty później Ship 33 eksplodował nad wyspami Turks i Caicos, powodując rozrzucenie szczątków na wyspach karaibskich, Portoryko i Brytyjskich Wyspach Dziewiczych. Chociaż nie zgłoszono żadnych obrażeń, szczątki spowodowały minimalne uszkodzenia infrastruktury w Portoryko i Brytyjskich Wyspach Dziewiczych, i spowodowały zamknięcie przestrzeni powietrznej w regionie na ponad godzinę. FAA nakazała SpaceX przeprowadzenie dochodzenia w sprawie wypadku w związku z rozpadem, uziemiając Starship do czasu zakończenia dochodzenia.
Po misji, prezes SpaceX, Elon Musk, stwierdził, że prawdopodobną przyczyną awarii statku nr 33 był wyciek paliwa: „Wstępne wskazania sugerują wyciek tlenu/paliwa w komorze nad ścianą osłonową silnika statku, który był na tyle znaczący, że wytworzył ciśnienie przekraczające przepustowość odpowietrzania”. 24 lutego 2025 roku SpaceX oświadczyło, że „reakcja harmoniczna kilkakrotnie silniejsza w locie niż zaobserwowana podczas testów” prawdopodobnie spowodowała zwiększone obciążenie układu napędowego statku i wycieki paliwa, co doprowadziło do „utrzymującego się pożaru” w tylnej części statku. Firma stwierdziła również, że system bezpieczeństwa lotu autonomicznego (AES) wyzwolił i zniszczył statek.
31 marca 2025 roku FAA ogłosiła zamknięcie dochodzenia w sprawie wypadku w locie 7 28 marca 2025 roku. W ogłoszeniu potwierdzono, że nie doszło do żadnych obrażeń wśród osób postronnych, a jedynie jedno zgłoszenie drobnych uszkodzeń pojazdu. Prawdopodobną przyczyną są „silniejsze niż przewidywano wibracje podczas lotu, które doprowadziły do zwiększonego obciążenia i awarii sprzętu w układzie napędowym”. Firma SpaceX potwierdziła, że zidentyfikowała i wdrożyła 11 działań naprawczych przed lotem nr 8. FAA potwierdziła, że SpaceX wdrożył działania naprawcze.

## Reakcja publiczna
25 stycznia rządowy zespół ds. zarządzania katastrofami na Wyspach Turks i Caicos oraz brytyjski oddział ds. badania wypadków lotniczych spotkały się z przedstawicielami SpaceX, aby omówić plany odzyskania szczątków. Obywateli poproszono o kontakt ze SpaceX w celu uzyskania informacji o lokalizacji i godzinie ich dostrzeżenia, jednak lokalni urzędnicy zaapelowali do nich, aby nie dotykali żadnych szczątków bez rękawiczek z obawy, że szczątki mogą zawierać niebezpieczne substancje chemiczne, chociaż SpaceX oświadczyło później, że nie stwierdzono w nich żadnych niebezpiecznych materiałów.
SpaceX spotkało się z negatywną reakcją mieszkańców, którzy obawiają się, że „szybki, iteracyjny rozwój” statków kosmicznych może skutkować częstszymi podobnymi incydentami w przyszłości, potencjalnie zagrażając życiu i źródłom utrzymania osób mieszkających lub latających w tym rejonie. Lokalni urzędnicy zwlekali z przekazaniem informacji opinii publicznej i spekulowali na temat potencjalnych zagrożeń dla zdrowia związanych z obchodzeniem się ze śmieciami — 24 godziny po tym, jak mieszkańcy rozpoczęli już prace porządkowe. Szybka reakcja opinii publicznej wynikała z obaw, że śmieci zostaną zasypane piaskiem, co potencjalnie zagrozi ekologii wyspy, będącej kluczowym czynnikiem napędzającym turystykę Ponadto, pomimo że SpaceX prawnie posiadało wszystkie śmieci pochodzące ze startu (zgodnie z artykułem VIII Traktatu o przestrzeni kosmicznej), społeczeństwo zebrało i składowało śmieci.